# Poryblin jeziorny
Poryblin jeziorny (Isoetes lacustris L.) – gatunek roślin z klasy widłaków różnozarodnikowych. Rośnie w zbiornikach wodnych Syberii, Europy i w Ameryce Północnej. W Polsce występuje głównie na Pomorzu Zachodnim, w regionie o największej koncentracji jezior lobeliowych. Znane jest także  stanowisko w Karkonoszach.

## Morfologia

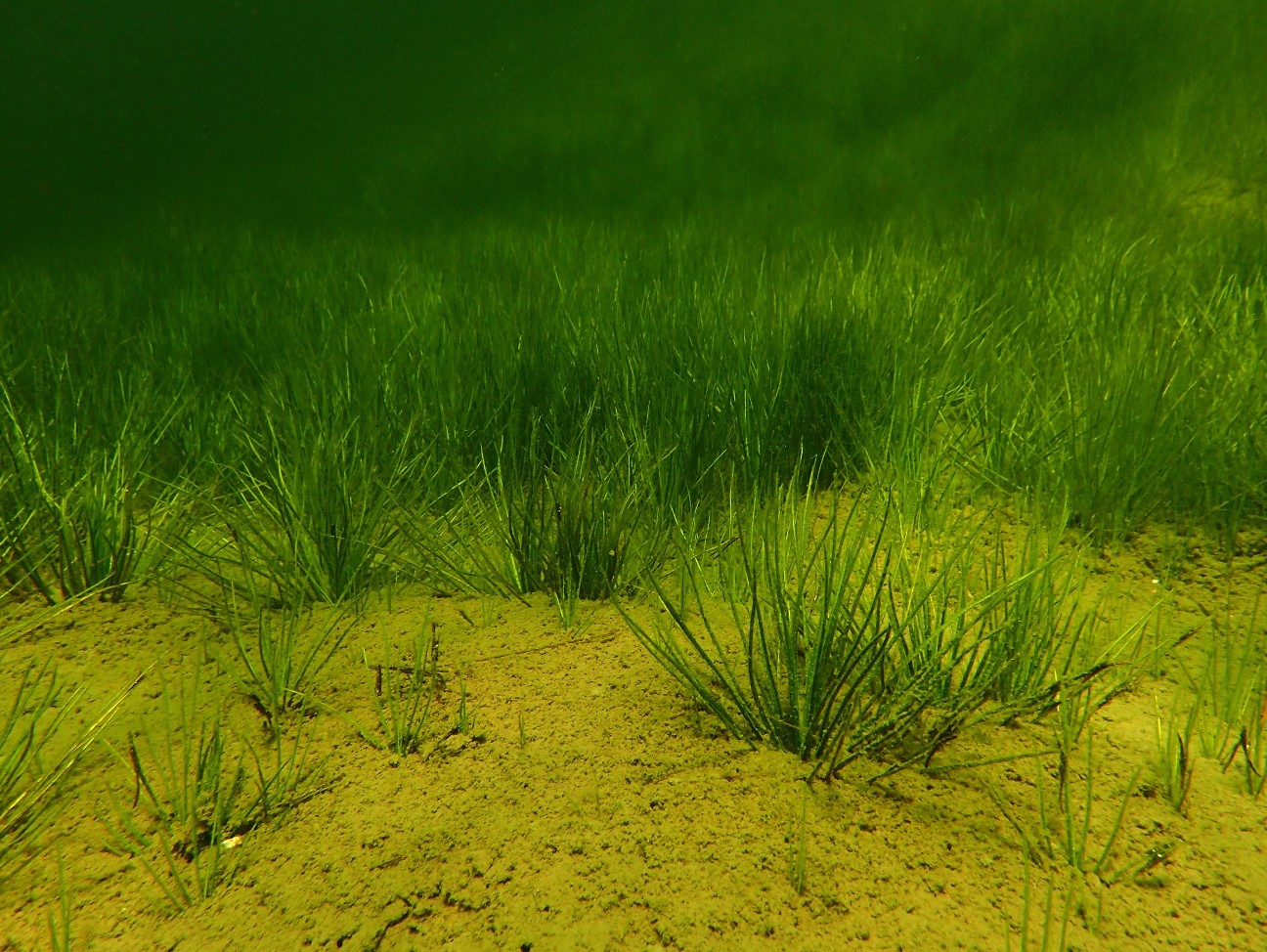
Poryblin na dnie zbiornika

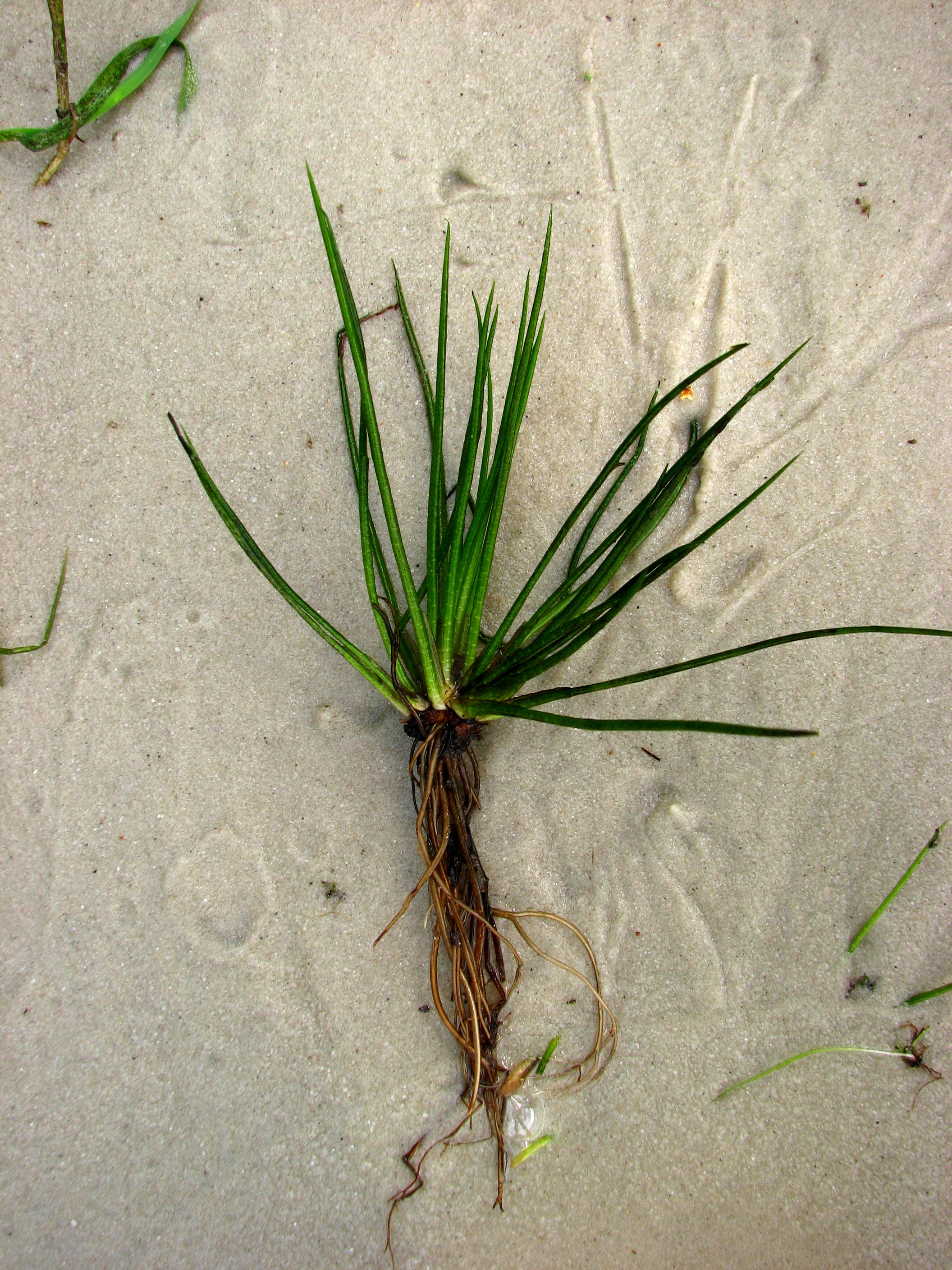
Pokrój

PokrójMała, wodna roślina wieloletnia, rosnąca kępami, w warunkach naturalnych często tworzy wielkie skupienia, charakterystyczna dla wielu jezior o dużej przejrzystości wód i ubogich w substancje odżywcze. Rozmnaża się przez podział kłącza i zarodniki.
PędyKrótka, bulwiasta łodyga, osiąga zazwyczaj od 5 do 15 cm wysokości.
LiścieSzydlaste, wąskie o długości do 20 cm, w kolorze od jasno do ciemnozielonego, przy korzeniach ułożone są w rozetę. W górnej części są twarde i kruche. Swoim kształtem przypomina garść długich sosnowych igieł wbitych w dno.
Kłos zarodnionośnyRoślina dwupienna. Zarodnie wytwarzające różnopłciowe zarodniki ukryte są wewnątrz rozszerzonych nasad blaszek liściowych.
KorzenieKłącza wyrastające z dolnej części pędu.

## Ekologia
Oligotroficzne zbiorniki o podłożu piaszczystym lub piaszczysto-mulistym o dużej przejrzystości wód i ubogich w substancje odżywcze. Preferuje płytkie wody w strefie głębokości od 3 do 4 m Hydrofit. W klasyfikacji zbiorowisk roślinnych gatunek charakterystyczny dla All. Isöetion lacustris, Ass. Isöetetum lacustris.

## Zastosowanie
Roślina jest stosowana jako ozdobna do zimnowodnego akwarium.

## Zagrożenia i ochrona
Gatunek objęty w Polsce ścisłą ochroną gatunkową od 1983 roku. 
Kategorie zagrożenia gatunku:
- Kategoria zagrożenia w Polsce według Czerwonej listy roślin i grzybów Polski (2006, 2016)[8][9]: VU (narażony na wyginięcie).
- Kategoria zagrożenia w Polsce według Polskiej czerwonej księgi roślin[10]: VU (vulnerable, narażony).

Zagrożenie dla rośliny stanowią zanieczyszczenia jezior i glony zarastające ich naturalne stanowiska w zbiornikach wodnych.